# Rage Against the Machine (album)
Rage Against the Machine è il primo album in studio del gruppo musicale statunitense omonimo, pubblicato il 3 novembre 1992 dalla Epic Records.

## Descrizione
L'album è ritenuto uno dei primi ad aver lanciato il rap metal, genere musicale che riceverà maggiore visibilità verso la fine degli anni novanta, con gruppi di orientamento più commerciale rispetto ai Rage Against the Machine, come Limp Bizkit, Linkin Park, P.O.D. e Crazy Town. Questo album è considerato dai critici una pietra miliare e uno di quelli che hanno maggiormente ispirato il nu metal, citato spesso come influenza per importanti esponenti di questo stile, come Korn, Incubus e i già citati Limp Bizkit. Ad ogni modo questo album risulterà molto lontano dalle successive produzioni, visti i temi politici che vennero affrontati senza alcun compromesso.
La copertina del disco rappresenta l'immolazione del monaco buddista Thích Quảng Đức, che si diede fuoco per protesta contro il trattamento negativo riservato agli osservanti la religione buddista, sotto il governo del Vietnam del Sud (filoamericano).
L'album esprime l'energia e la rabbia dei quattro, con pezzi di immediata presa dopo i primi ascolti, come Bombtrack, Take the Power Back e Know Your Enemy. In altri brani, il gruppo riesce a creare un lento crescendo di potenza e rabbia, come nel caso di Settle for Nothing e Bullet in the Head, mentre in altri l'ossessiva ripetizione di parole (Freedom) o di intere frasi la fa da padrona (Killing in the Name: "Fuck you, I won't do what you tell me").
Durante la registrazione dell'album, il chitarrista Tom Morello ha usato tecniche particolari per cambiare radicalmente il suono emesso dalla sua chitarra ed ottenere determinati effetti sonori, fino quasi a far sembrare che siano stati usati dei sintetizzatori. Alla fine delle note di copertina dell'album il gruppo ha infatti inserito la scritta «no samples, keyboards or synthesizers used in the making of this record», che tradotto significa: «nessun campionatore, tastiera o sintetizzatore è stato usato durante la realizzazione di questo disco». La particolarità più distintiva del sound di chitarra di Morello è l'imitazione con le sole corde degli scratch dell'hip hop
degli anni ottanta, soprattutto nelle tracce Bullet in the Head e Fistful of Steel.
Il disco si piazzò alla posizione numero 45 nella classifica dei top 200 di Billboard.

## Le canzoni
Freedom
Il testo della canzone Freedom è stato scritto per protestare contro l'incarcerazione dell'attivista politico Leonard Peltier.
Know Your Enemy
Know Your Enemy è, secondo la critica, una delle tracce prominenti. AllMusic la descrive come un brano "memorabile".
Il brano è stato scritto da Zack de la Rocha e composto dall'intero gruppo. Una sua prima versione, registrata ai Sunbirth Studio di Los Angeles, fu pubblicata nel demo autoprodotto che la band diede alle stampe nel dicembre del 1991. Il brano si apre con un'introduzione dove il chitarrista Tom Morello fa uso di un interruttore per passare da un pick-up acceso a uno spento, creando un effetto simile a quello del tremolo, e imitando le sonorità dei sintetizzatori di cui si faceva uso nel rock classico degli anni settanta. La chitarra è accompagnata dallo slapping del basso da parte di Tim Commerford.
Il testo della canzone ha un significato antimilitarista e di denuncia nei confronti dell'autoritarismo del governo statunitense.
Alla registrazione del brano, oltre alla band, hanno partecipato Maynard James Keenan dei Tool, che canta durante il bridge, e Stephen Perkins dei Jane's Addiction, che suona le percussioni.
La canzone è stata ripubblicata in diverse antologie del gruppo, quali ad esempio Rage Against the Machine, The Battle of Mexico City e Live at the Grand Olympic Auditorium.
Wake Up
Il pezzo Wake Up è presente nella colonna sonora del film Matrix del 1999 con Keanu Reeves.
Killing in the Name
Il brano è incluso nel videogioco Grand Theft Auto: San Andreas.

## Accoglienza

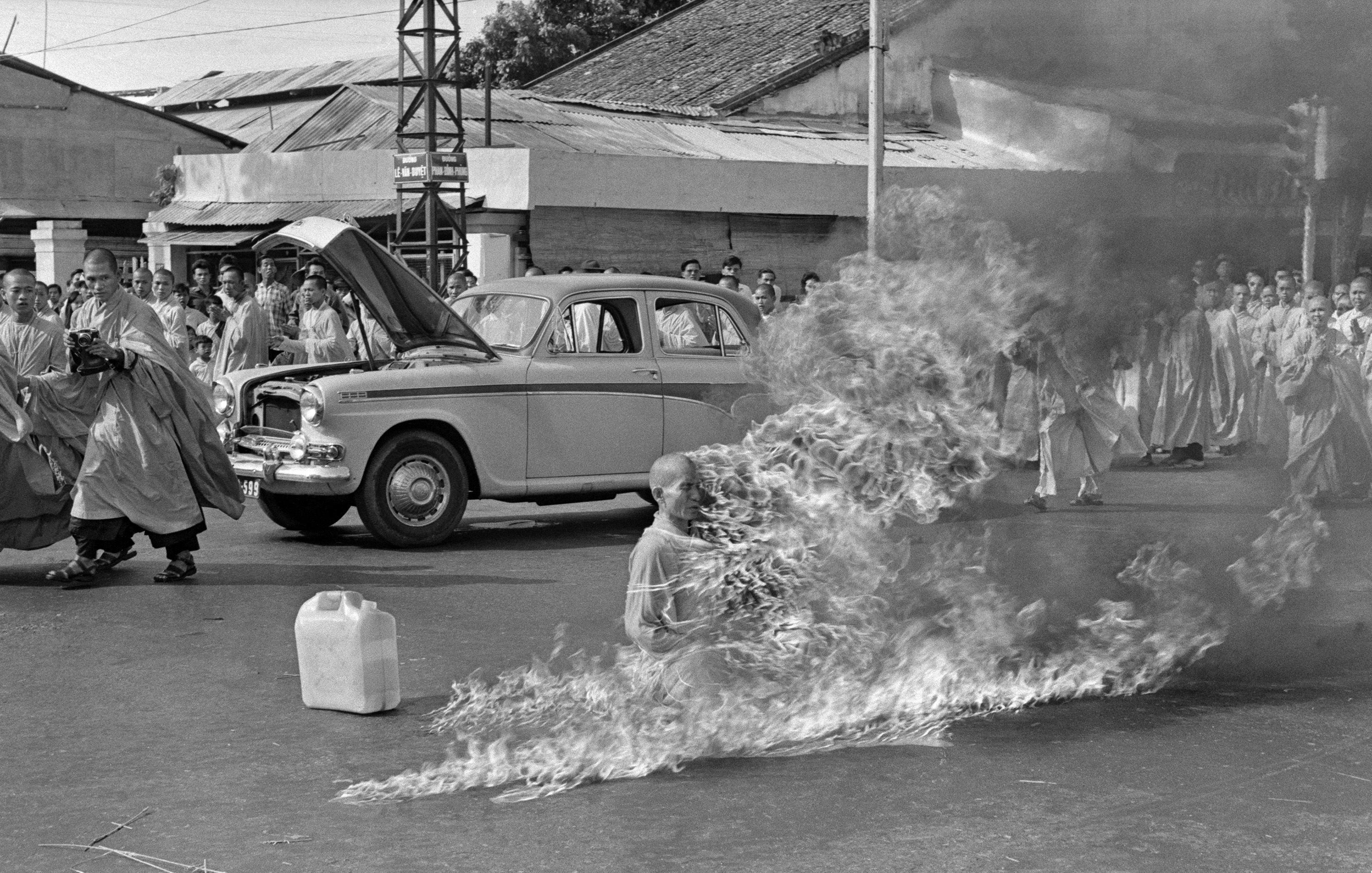
Thích Quảng Đức in una fotografia di Malcolm Browne che ha ispirato l'artwork dell'album; riportata fedelmente nella copertina dell'edizione XX

L'album venne accolto dalla critica specializzata con recensioni miste. Secondo NME, «il principale motivo della maggiore credibilità del gruppo, rispetto alle precedenti esperienze rap rock, è la completa mancanza di pretese e di apporti tecnici», mentre Q considerò il disco «una vera e propria registrazione di attitudine e di energia». Robert Hilburn di Los Angeles Times lo esaltò come «un debutto potente e politicamente consapevole» ed elogiò De La Rocha definendolo «una star in buona fede in grado di unire, soprattutto dal vivo, un carisma alla Bob Marley e un modo di fare rap alla Chuck D – e la stessa musica è dura e senza rimorsi quanto il suo rap».
Robert Christgau invece ebbe un'impressione minore, etichettando l'album come «un contenitore di metal per chi ama il rap e odia l'opera» e definendo i brani Know Your Enemy e Wake Up come chiari esempi di presunta semplicità musicale. In una recensione retrospettiva, Eduardo Rivadavia di AllMusic scrisse che «si trattava del primo vero album rap metal, registrato e pubblicato per la prima volta da un gruppo in grado di fare musica specifica, dopo le rapide incursioni degli anni precedenti», e apprezzò «rime ricche di significato e una notevole carica di convinzione», definendo il tutto «essenziale».
Nel 2001 Q posizionò Rage Against the Machine all'interno della sua lista dei 50 album più pesanti di tutti i tempi. Nel 2005 fu inserito anche nella lista 1001 Albums You Must Hear Before You Die. Nell'ottobre 2011 Rage Against the Machine raggiunse il quinto posto nella lista di Guitar World dei dieci migliori album rock del 1992. Nel 2012 entrò alla posizione numero 365 della lista di Rolling Stone dei 500 migliori album di tutti i tempi, e la numero 24 nella lista dei "100 più grandi album metal" stilata dalla medesima rivista. Rage Against the Machine è il primo "disco dell'anno" eletto dalla rivista Rumore.

## Tracce
1. Bombtrack – 4:05
2. Killing in the Name – 5:14
3. Take the Power Back – 5:37
4. Settle for Nothing – 4:48
5. Bullet in the Head – 5:10
6. Know Your Enemy – 4:56
7. Wake Up – 6:04
8. Fistful of Steel – 5:31
9. Township Rebellion – 5:24
10. Freedom – 6:07

## Formazione
Gruppo
- Zack de la Rocha – voce
- Tom Morello – chitarra
- Timmy C. – basso
- Brad Wilk – batteria

Altri musicisti
- Stephen Perkins – percussioni
- Maynard James Keenan – seconda voce (traccia 6)

Produzione
- Rage Against the Machine – produzione
- Garth "GGGarth" Richardson – produzione (eccetto traccia 5), ingegneria del suono, registrazione
- Stan Katayama – ingegneria del suono, registrazione
- Craig Doube, Jeff Sheehan – assistenza tecnica
- Andy Wallace – missaggio
- Steve Sisco – assistenza al missaggio
- Bob Ludwig – mastering
- Nicky Lindeman – copertina

## Classifiche
| Classifica (1993-2021)    | Posizione massima |
| ------------------------- | ----------------- |
| Germania                  | 22                |
| Grecia                    | 5                 |
| Regno Unito               | 17                |
| Stati Uniti               | 45                |
| Stati Uniti (heatseekers) | 1                 |